# Sân vận động

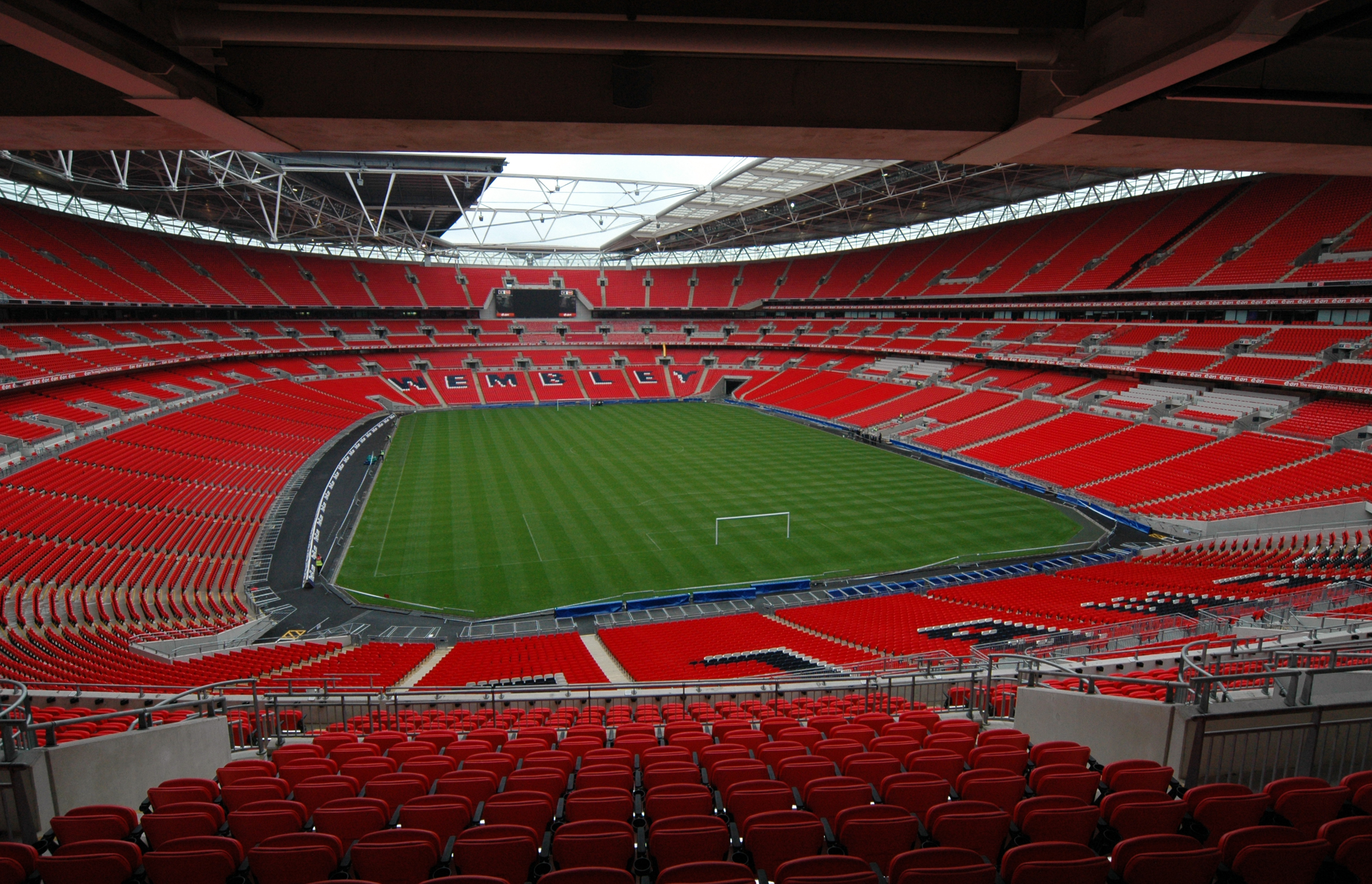
Sân vận động Wembley, London, Anh

Sân vận động là nơi diễn ra việc thi đấu các môn thể thao đồng thời cũng là nơi luyện tập của các vận động viên. Ngoài ra còn tổ chức các buổi hòa nhạc hay những sự kiện lớn khác.
Sân vận động bao gồm 1 sân cỏ rộng, xung quanh là đường tròn đồng mức giữa sân cỏ và khán đài, ngoài cùng bao quanh là khán đài dành cho khán giả, chia làm 2 khu khán đài A mặt chính thường có mái che và khán đài B có thể có mái hoặc không. Hiện nay, cũng có rất nhiều sân vận động sử dụng cỏ nhân tạo.

## Lịch sử của từ sân vận động
Từ sân vận động bắt nguồn từ tiếng Hy Lạp "stadion" (στάδιον), có nghĩa là "nơi mà người ta đứng". Sân vận động cổ xưa nhất từng được biết đến nằm ở Hy Lạp, về phía tây của Peloponnese, Hy Lạp, là nơi Đại hội Thể thao Olympic cổ đại được tổ chức từ năm 776 TCN. Khởi nguồn Đại hội thể thao chỉ bao gồm 1 môn thi đấu, cuộc thi chạy nước rút dọc theo chiều dài của sân. Vì vậy chiều dài của sân vận động Olympia hầu như đã được tiêu chuẩn hóa thành một đơn vị đo khoảng cách (khoảng 190 mét). Việc tiêu chuẩn hóa đường chạy theo độ dài trong khoảng 180-200 mét cũng đã được người La Mã tiếp tục thực hiện. Điều lý thú là khả năng duy trì vận tốc tối đa của một người bị suy giảm sau 200 mét chạy nước rút, điều này vẫn đúng trong điền kinh hiện đại. Những sân vận động của người Hy Lạp và La Mã cổ đại được tìm thấy ở rất nhiều thành phố cổ, trong đó có lẽ nổi tiếng nhất là Colosseum hay sân vận động Domitian, đều ở Roma.

## Sân vận động hiện đại

### Phân loại
Sân vận động mái vòm có các mái che. Chúng được gọi là các "sân vận động" (stadium) bởi vì kích thước của chúng đủ lớn, và chúng được thiết kế dành cho các môn thể thao ngoài trời. (Những sân được thiết kế dành cho những môn thể thao trong nhà được gọi là nhà thi đấu (arena)) Nhiều sân vận động có mái che một phần, và một số sân thì có thiết kế sân cỏ có thể di chuyển.
Một sân vận động được gọi là all-seater khi nó có chỗ ngồi cho tất cả khán giả. Các sân vận động khác được thiết kế sao cho tất cả hay một số khán giả đứng xem cuộc thi đấu.
Các sân vận động chuyên dụng (term stadium) nhằm sử dụng cho một môn thể thao nhất định và những hoạt động có liên quan ví dụ như môn bóng bầu dục và bóng đá.

### Kiểu dáng

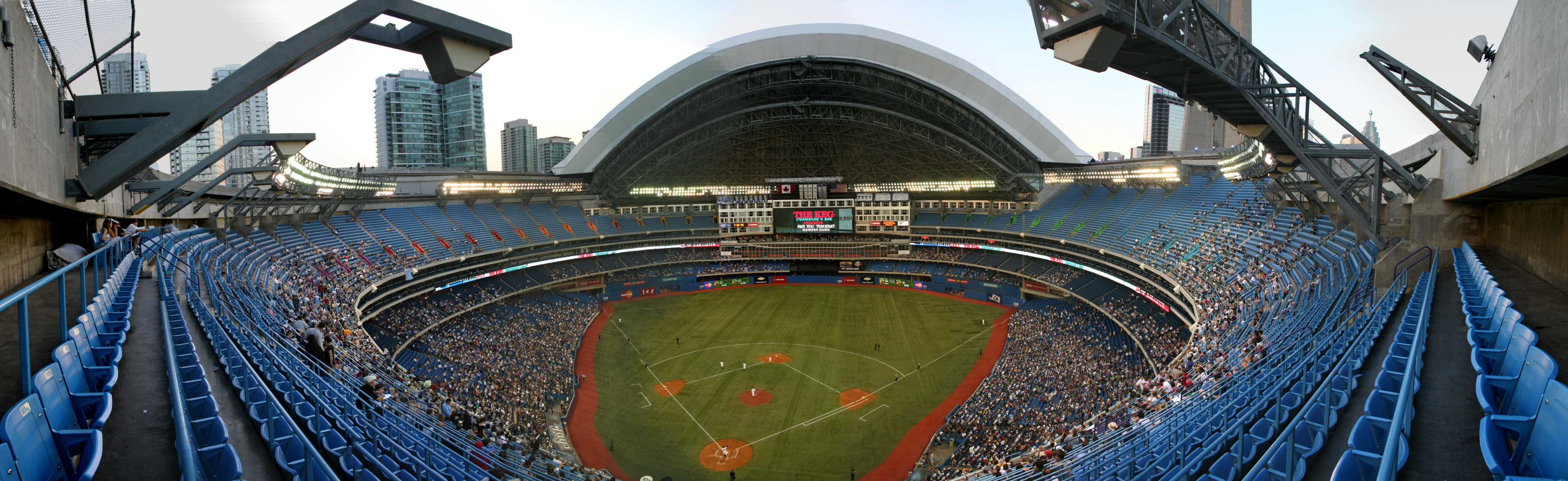
Trung tâm Rogers tại Toronto là một ví dụ điển hình của một sân vận động bóng chày / ballpark.

Các môn thể thao đòi hỏi kích thước và hình dạng sân cỏ khác nhau. Nhiều sân vận động được thiết kế chỉ dành cho một môn thể thao trong khi một số sân vận động có thể thích hợp cho nhiều sự kiện thể thao. Các sân vận động được xây dựng riêng cho môn bóng đá thì khá phổ biến. Những sân vận động có thiết kế đa dụng thường gặp nhất thì thường kết hợp một sân cỏ bóng đá với một đường chạy xung quanh, sự kết hợp này thường là ổn, mặc dù cần có một số thay đổi. Hạn chế lớn nhất của loại sân này là khán đài cần lùi sâu vào so với sân cỏ, đặc biệt là ở hai đầu sân. Trong trường hợp của các sân vận động nhỏ hơn thì không có khán đài ở đầu sân. Khi các khán đài có ở vòng quanh đường chạy thì sân vận động có hình bầu dục. Khi một đầu sân để trống thì sân vận động có hình móng ngựa (horseshoe shape). Ba loại hình dạng sân vận động trên rất phổ biến.
Ở Bắc Mỹ, nơi mà bóng chày và bóng bầu dục là hai môn thể thao ngoài trời phổ biến nhất, nhiều sân vận động bóng bầu dục/bóng chày đa dụng đã được xây dựng, đặc biệt là trong suốt thập niên 1960, và nhiều sân đã trở nên rất thành công.